# Limonium aucheri
Limonium aucheri ist eine Pflanzenart aus der Gattung der Strandflieder (Limonium) in der Familie der Bleiwurzgewächse (Plumbaginaceae).

## Merkmale
Limonium aucheri ist ein ausdauernder Halbstrauch, der Wuchshöhen von 18 bis 35 Zentimeter erreicht. Der Stängel ist am Grund verzweigt. Die Blätter messen 15 bis 35 × 5 bis 12 Millimeter, sind spatelig bis keilförmig, runzelig, fleischig und stumpf bis stachelspitzig. Der Umriss der Rispe ist rhombisch bis trugdoldig. Die Ähren sind einseitswendig, locker, gekrümmt, 30 bis 80 Millimeter groß und haben je Zentimeter 1 bis 2 einblütige Ährchen. Das innere Tragblatt ist 5 bis 6 Millimeter groß. Der Kelch ist 6,5 bis 7 Millimeter groß. 
Die Blütezeit reicht von April bis Mai.

## Vorkommen
Limonium aucheri kommt im Bereich der südlichen Ägäis und auf Zypern vor. Die Art wächst auf Kalk- und Konglomeratfelsen.

## Belege
- Ralf Jahn, Peter Schönfelder: Exkursionsflora für Kreta. Mit Beiträgen von Alfred Mayer und Martin Scheuerer. Eugen Ulmer, Stuttgart (Hohenheim) 1995, ISBN 3-8001-3478-0, S. 277.